# Коряк Ігор Анатолійович
Ігор Анатолійович Коряк (нар. 10 лютого 1984, с. Половинкине, Старобільський район, Луганська область, УРСР) — український футболіст, виступав на позиції захисника та півзахисника.

## Життєпис
Перший тренер — А.В. Коряк. Більшу частину кар'єри провів в аматорських змаганнях на батьківщині. У професіональному футболі в першостях України виступав лише три сезони. У сезоні 2001/02 зіграв 6 матчів у другій лізі України за луганську «Зорю», у всіх матчах виходив на заміни. У сезоні 2007/08 років зіграв 27 матчів у складі дебютанта другої ліги «Шахтаря» (Свердловськ), в складі цього клубу в 2006 році став чемпіоном України серед аматорів. Влітку 2008 року перейшов у клуб першої ліги «Енергетик» (Бурштин), зіграв лише 2 неповних матчі в липні 2008 року й залишив команду.
У 2010-2011 роках разом з групою українських гравців (Роман Смішко, Вадим Тарасов, Дмитро Бойко) виступав у чемпіонаті Киргизстану за «Нефтчі» (Кочкор-Ата), ставав переможцем (2010) і срібним призером (2011) чемпіонату країни, дворазовим фіналістом Кубка Киргизстану. Брав участь в матчах Кубка президента АФК. Включений в символічну збірну легіонерів чемпіонату 2011 року за версією ФФКР. 
Після приходу російських військ на Схід України пішов на співпрацю з окупантами та місцевими колаборантами, виступав у місцевих «клубах» чемпіонату так званої ЛНР.

## Особисте життя
Брат Олег (нар. 1986) теж був футболістом, зіграв 3 матчі за луганську «Зорю» в першій лізі і багато років виступав на аматорському рівні.